# Storia della Repubblica Dominicana
In epoca precoloniale, l'isola di Quisqueya (madre di tutte le terre) o Babeque, poi ribattezzata Hispaniola, era abitata da una popolazione chiamata Taino, termine che, nella lingua indigena, aveva il significato di "il buono" o "nobile".

## Colonia spagnola
Il 5 dicembre 1492 le caravelle di Cristoforo Colombo arrivarono nell'isola, che venne denominata La Española. Colombo vi lasciò un insediamento di 39 marinai, chiamato La Navidad. L'anno successivo, ritornando nel secondo viaggio, lo trovò distrutto e decise di fondare un nuovo insediamento più ad est, nel territorio dell'attuale Repubblica Dominicana, chiamandolo La Isabela, considerato il primo vero insediamento europeo nelle Americhe. L'isola divenne una colonia spagnola.
Dei primi anni di dominazione spagnola si ricorda lo schema delle fattorie: basato sull'esperienza portoghese nella costa occidentale dell'Africa, consisteva nello sfruttamento del lavoro retribuito degli spagnoli, un regime di schiavitù per le popolazioni native, la vendita degli stessi in Spagna e l'imposizione di un tributo in polvere d'oro o cotone. Lo sfruttamento delle ricchezze naturali e della forza lavoro indigena poteva avvenire solo a favore della corona spagnola e non dei privati. Questo provocò molto malcontento tra gli spagnoli e la morte, spesso per tristezza, dei taino durante il viaggio oceanico. I modi con cui vennero trattati gli indigeni (considerati come la ricompensa per la conquista) provocarono un crollo della loro condizione fisica e della speranza di vita. I taino arrivarono a suicidarsi in massa e a realizzare aborti come unica via di salvezza dalla schiavitù; la popolazione scese dalle circa 400 000 persone calcolate nel 1492 a 60.000 nel 1508.
La scarsa manodopera indigena e la concentrazione della stessa in poche famiglie aristocratiche fece sì che i coloni spagnoli emigrassero presso altre terre. Solo con l'introduzione della lavorazione intensiva della canna da zucchero la popolazione incominciò a crescere, e con essa iniziò anche la tratta degli schiavi neri dall'Africa.
A metà del secolo XVI si calcola che fossero presenti sull'isola più di 20 000 africani provenienti da tribù differenti, mentre i taino erano praticamente estinti.
All'inizio del 1600 per combattere il contrabbando e gli attacchi dei pirati la casa reale spagnola decise di trasferire tutte le persone che vivevano nelle zone ovest e nord-est dell'isola in zone più controllabili e vicine alla capitale, Santo Domingo. Questo provocò un impoverimento generale dell'economia dell'isola e la possibilità per filibustieri e bucanieri di occupare la parte ovest (La Tortuga) come loro principale sede di partenza per gli attacchi alle navi dirette e provenienti dall'Europa.

## Un'indipendenza contrastata
Nel 1791 una ribellione di schiavi guidati da Toussaint Louverture segnò l'indipendenza della colonia francese di Haiti dalla madrepatria e la conseguente unificazione dell'isola per mano degli haitiani. La prima misura che venne presa fu l'abolizione della schiavitù. Nel 1801 Napoleone inviò una gigantesca spedizione per la riconquista di quel territorio che doveva essere il centro del suo impero coloniale, ma ciò non impedì che tre anni più tardi Haiti (la parte occidentale dell'isola) dichiarasse l'indipendenza. I francesi rimasero a controllare i territori a est con capitale Santo Domingo grazie all'appoggio degli ex-coloni spagnoli che rifiutarono la dominazione da parte di ex-schiavi non riconoscendosi come neri, ma come spagnoli mulatti.
Dopo un breve ritorno sotto il dominio della Spagna (1808) e un'indipendenza effimera (1821), nel 1822 la Repubblica Dominicana (o Repubblica di Haiti Spagnola, come si chiamò nel 1821) venne invasa da Haiti. Nel periodo successivo (fino al 1844) si registrò l'abolizione della schiavitù, una riforma agraria e la ridistribuzione delle terre, l'istituzione dell'educazione obbligatoria, laica e gratuita e un forte scontro con la chiesa cattolica. La popolazione dominicana mal digerì queste riforme.
Nel 1844 un movimento di sollevazione popolare guidato da Juan Pablo Duarte, Francisco del Rosario Sànchez e Matías Ramón Mella portò all'indipendenza della Repubblica Dominicana sancita da un manifesto che segnava l'uguaglianza di tutti gli uomini, senza discriminazioni. Il nascente stato si dibatteva tra quelli che volevano l'indipendenza assoluta e quelli che preferivano l'opzione di protettorato di una nazione sviluppata. Nel 1860 il presidente dominicano Pedro Santana firmò un trattato di riammissione alla Spagna (1861). Tale trattato provocò la sollevazione di alcuni generali e l'inizio di una guerra definita di Restaurazione e conclusa con una nuova indipendenza (1863).

## L'indipendenza definitiva
A partire dal 1863 è stata retta per alcuni anni da presidenti eletti formalmente in maniera democratica, fra i quali Francisco Gregorio Billini, anche se questi erano probabilmente rappresentativi di una oligarchia.
A causa dell'insolvenza nel debito estero verso gli Stati Uniti d'America, ma soprattutto per difendere gli interessi nordamericani legati alle coltivazioni di canna da zucchero, questi ultimi hanno attuato un'occupazione militare dell'isola nel 1916. Nel momento in cui gli Stati Uniti lasciano il paese insediano il dittatore Rafael Leónidas Trujillo con l'incarico di difendere gli interessi economici americani. La dittatura di Trujillo, osteggiata fra gli altri dalla legione caraibica, è durata fino al 1961. Nel 1937 Trujillo, in cerca di popolarità, ordinò l'uccisione di 18.000 haitiani che vivevano nelle zone di frontiera dominicana e fece passare il massacro come una rivolta del popolo dominicano. Da quel momento iniziò una campagna di "dominicanizzazione" della frontiera promuovendo la ripopolazione della zona con famiglie dominicane, a cui si consegnavano terre, e la creazione di nuove province. Trujillo cambiò nome anche a diverse città, tra le quali la capitale stessa, diventata Ciudad Trujillo, e San Cristóbal, ridenominata Ciudad Benemérita.
Alla morte del dittatore, ucciso da una congiura il 30 maggio 1961, il suo braccio destro Joaquín Balaguer Ricardo tentò di rimanere al potere, anche con un fallito colpo di Stato, ma cedette alle pressioni internazionali e le prime elezioni libere furono vinte da Juan Bosch Gaviño, fondatore del Partido Revolucionario Dominicano (PRD), cresciuto in esilio durante la dittatura.  Le sue posizioni, ritenute politicamente inaccettabili dagli ambienti conservatori dominicani, portarono alla sua deposizione nel settembre 1963 da parte di un colpo di stato dei militari; la giunta che lo sostituì al potere rimase in sella fino all'aprile 1965, quando un vasto ammutinamento militare orchestrato da ufficiali di basso grado solidali con le idee di Bosch diede il via a una violenta guerra civile: i sostenitori di Bosch presero il nome di "costituzionalisti", mentre i militari formarono la fazione dei "lealisti". Davanti al collasso della nazione e al pericolo che elementi comunisti si infiltrassero nel movimento costituzionalista, il presidente Lyndon B. Johnson ordinò lo sbarco di truppe statunitensi a Santo Domingo (operazione Power Pack); le forze statunitensi, poi affiancate da una missione di pace dell'Organizzazione degli Stati americani, ristabilirono l'ordine e favorirono l'elezione alla presidenza nel giugno 1966 del conservatore Joaquín Balaguer.
Il primo periodo di governo di Balaguer è durato fino alle elezioni del 1978, che hanno visto l'elezione di Antonio Guzmán Fernández, del Partido Revolucionario Dominicano (PRD) allora all'opposizione. Fu la prima elezione dominicana in cui si effettuò un cambio di governo in modo pacifico. Il mandato si caratterizzò per essere stato uno dei più liberali tra quelli conosciuti dalla Repubblica Dominicana da decenni. Terminò con il suicidio di Guzmán nel 1982 e gli successero due brevi esperienze legate al PRD fino al ritorno di Balaguer nel 1986.
Balaguer governò per dieci anni, venendo rieletto in due elezioni, nel 1990 e nel 1994, svoltesi in un clima di violenza e intimidazione verso l'opposizione; dietro la pressione internazionale, Balaguer acconsentì a organizzare nuove elezioni nel 1996 per le quali non si sarebbe candidato.